# كراتير

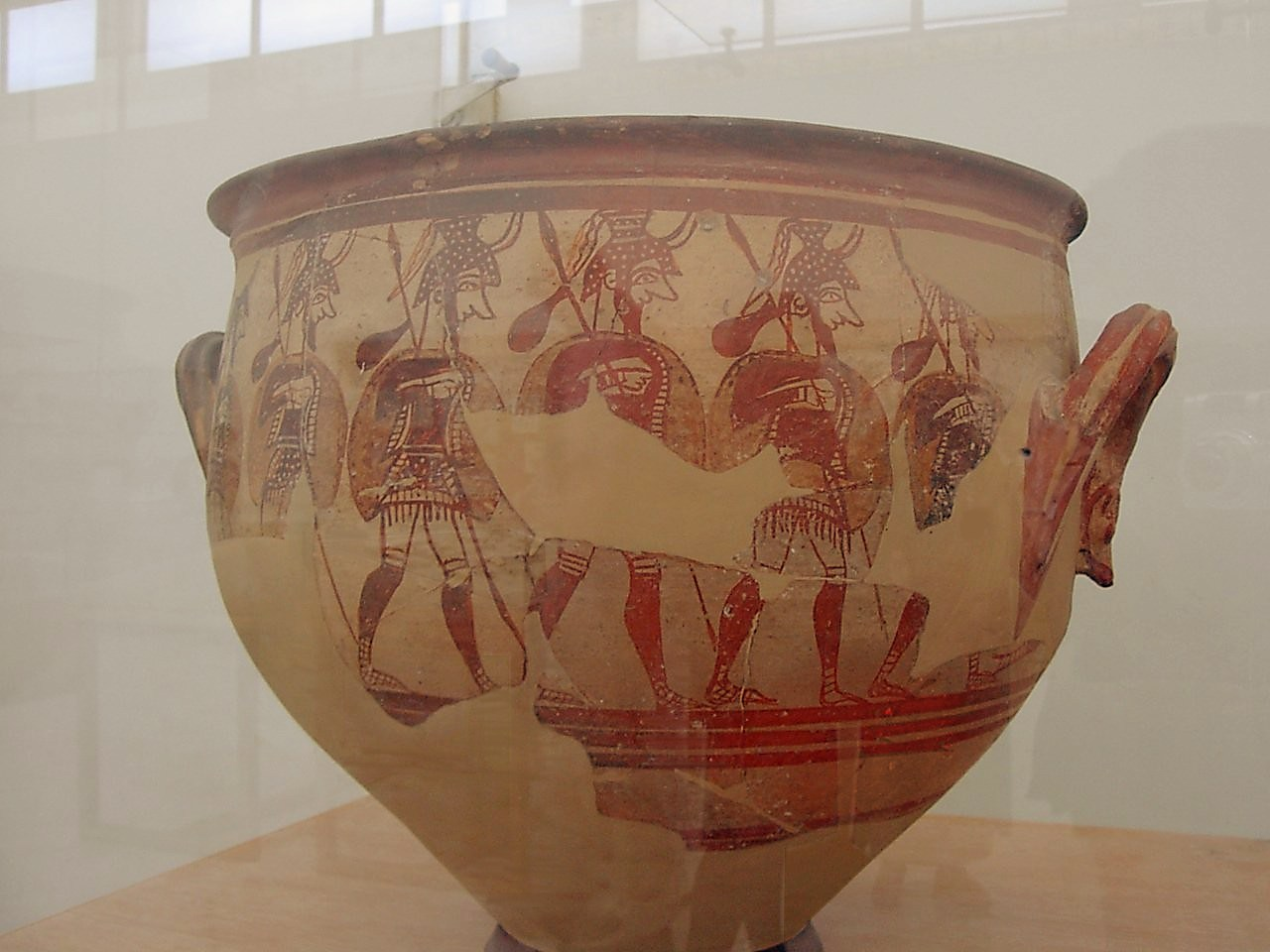
باطية من موكناي يعود زمنها لحوالي سنة 1200-1100 ق م موجودة في متحف الآثار الوطني في أثينا

الباطِيَة (باليونانية: κρατήρ كراتير) هي نوع من الزهريات التي كانت تٌستخدم لشرب الخمر والماء في عصر اليونان القديمة وقد اسْتُخدِمت منذ العصر البرونزي والعصر الحديدي وعادةً ما كانت تُطرَّز برسوم وأشكال مختلفة.

## فيالأصل اللغوي العربي

باطية أثرية عثر عليها في صحراء فلسطين

الباطية هي إناء طعام زجاجي كبير للشراب كما جاء في باب الباء فصل الطاء في لسان العرب لابن منظور: «والباطِيَةُ إناء قيل هو معرَّب وهو النَّاجُوذُ قال الشاعر: 
 وقال ابن سيده: الباطِيَةُ النَّاجُودُ قال وأَنشد أَبو حنيفة: 
 التهذيب الباطِيةُ من الزجاج عظيمة تُمْلأ من الشراب وتوضع بين الشَّرْبِ يَغْرِفُونَ منها ويَشرَبون إذا وُضِعَ فيها القَدَحُ سَحَّتْ به ورَقَصَتْ من عِظَمِها وكثرة ما فيها من الشراب وإياها أَراد حَسَّان بقوله: 
».
أما عند البدو من عرب الصحراء في كثير من البوادي العربية إناء الطعام (أدوات مطبخ)، تصنع من خشب اشجار السدر أو الأثل (جذوعها على الأخص) وقيل أيضا من خشب أشجار البلوط أو السنديان، وهي مستديرة مجوفة قطرها يتراوح بين 40 – 50 سنتيمتر وعمقها حوالي 15 سنتمتر وهي تستخدم أيضاً لعجين الخبز إضافة لاستخدامها في الطعام.

## الشكل والوظائف
في الحفلات (symposium، تشبه الحفلة تكون بعد الوجبة، عندما يشربون الكحول مصحوب بالموسيقى والرقص والشعر أو المحادثات) اليونانية، كان يكون الكراتير موضوع في مركز الغرفة. كان ذو حجم كبير بعض الشيء، لهذا لم يكن سهل الحمل عندما يكون مملوء، وكان يملأ النبيذ المخلوط بالماء من الكراتير بواسطة أوعية، مثل كياثوس (kyathos)، أمفورا (amphora)، أو كايلكس (kylix). في الأصل، ملحمة هوميروس تصف مضيفا يسحب أو يملأ نبيذا من كراتير على مأدبة ثم يركض جيئة وذهابا يصب النبيذ ي أكواب الشرب للضيوف. الكلمة اليونانية الحديثة المستخدمة الآن للنبيذ غير المخفف، (krasi (κρασί، من الكلمة الأصل ( يعني: الخلط krasis ( κράσις, أي خلط النبيذ والماء في الكراتيرز kraters. الكراتير تم تزجيجها من الداخل لجعل سطح الطين أكثر مقاومة للاحتفاظ بالماء، وربما لأسباب جمالية ، حيث يمكن رؤية الجزء الداخلي بسهولة، غالبا ما يصور الجزء الخارجي من الكراكر مشاهد من الحياة اليونانية، مثل Attic Late 1 Krater، الذي تم صناعته ما بين 760 و735 قبل الميلاد.  هذا العنصر تم إيجاده بين عناصر المأتم (مراسم الدفن) الأخرى، وصورته من الخارج يصور موكب جنازة إلى المقبرة.

## الأشكال

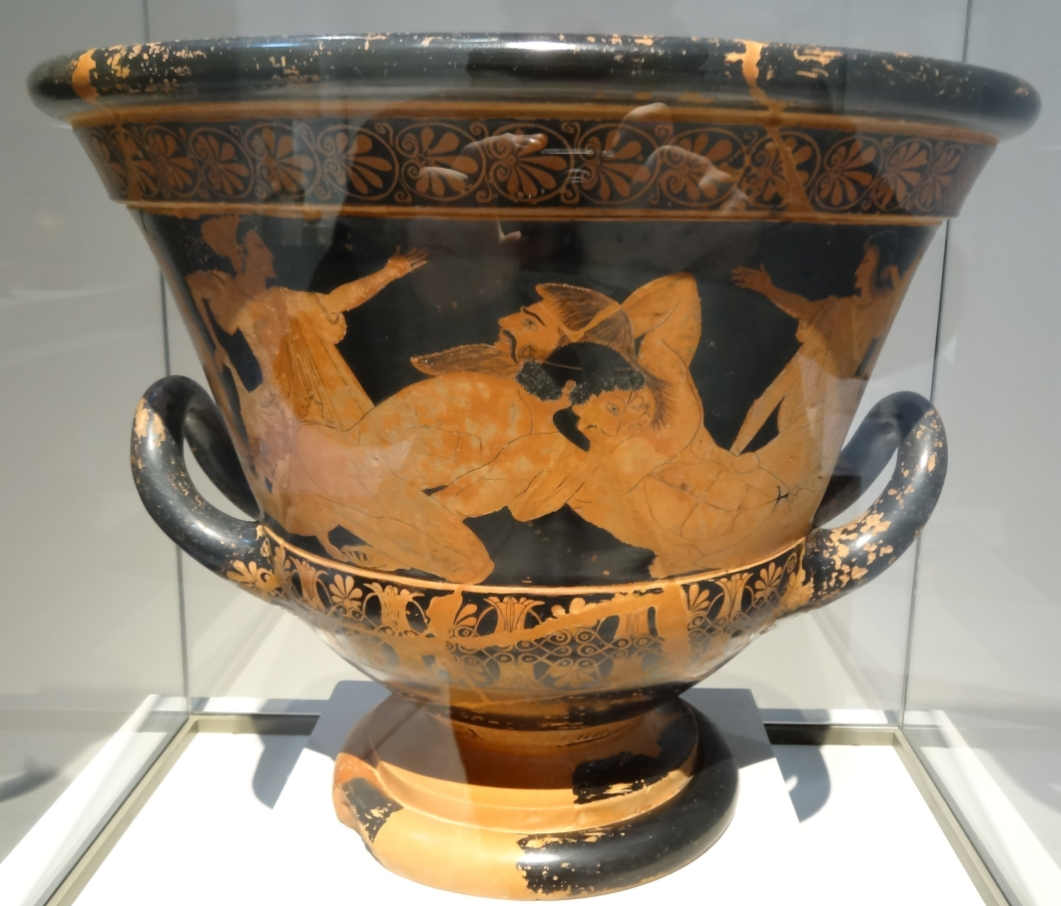
الأتروسكان والبحر الأبيض المتوسط - باريس، متحف اللوفر، (فوهة ذات شكل أحمر في العلية؛ كراتير أنتايوس)

### الكراتير العمودية Column krater
هذا الشكل أصله من كورينثوس في القرن السابع قبل الميلاد، ولكن بعد ذلك  تم الاستيلاء عليه من طر الأثينيين حيث عادة ما يكون بالشكل الأسود. تراوحت أحجامها من 35 سم إلى 56 سم في الارتفاع وعادة ما يتم رميها في ثلاث قطع: منطقة الجسم / الكتف كانت الأولى، والقاعدة هي الثانية ، والرقبة / الشفة / الحافة هي الثالثة. يتم سحب المقابض بشكل منفصل.  تمت دراستها بشق الأنفس من قبل عالم الآثار تومريس بكر.

### كراتير كأس الزهرة Calyx krater
هذه تهد من أكبر الكراكرز، من المفترض أن يكون قد طور بواسطة الخزاف Exekias باللون الأسود على الرغم من رؤيتها دائمًا باللون الأحمر. الجزء السفلي من الجسم على شكل كأس الزهرة، وتم تخطي القدم. الإناء على شكل سايكتر  psykter يناسب Calyx krater جيدًا من الناحية الأسلوبية لدرجة أنه تم اقتراح أن الاثنين ربما تم صنعهما في كثير من الأحيان كمجموعة واحدة. وكانت تصنع دائمًا بمقبضين قويين مقلوبتين موضوعتين على جوانب متقابلة من الجزء السفلي من الجسم.

### كراتير حلزونية الشكل Volute krater
هذا النوع من الكراكر يعرف بمقابض على شكل حلزوني، تم اختراعه في لاكونيا Laconia في أوائل القرن السادس قبل الميلاد، ثم اعتمدها من طرف الخزافون الأتيك Attic. استمر إنتاجه من قبل اليونانيين في بوليا Apaulia حتى نهاية القرن الرابع قبل الميلاد. شكلها وطريقة تصنيعها مماثلة ل Column krater، لكن المقابض فريدة من نوعها: لصنع كل منها ، كان الخزاف يصنع أولاً لوحين جانبيين، كأقراص زخرفية، ثم يقوم بتوصيل لوح طويل رفيع من الصلصال حولهما لتشكيل أسطوانة ذات حواف. وفي بعض الأحيان  كان يستمر هذا الشريط حتى أسفل المقبض حيث كان الخزاف يقطع قوسًا على شكل حرف U في الطين قبل ربط المقبض بجسم الإناء.

### كراتير الجرس Bell krater
تم صنعها لأول مرة في أوائل القرن الخامس مما يعني أنه جاء بعد الأنواع الثلاثة الأخرى من الكراتير. هذا الشكل من الكراتير يشبه الجرس المقلوب مع مقابض مقابلة. كراتير الجرس ذات شكل أحمر وليست سوداء مثل الكراتيرز الأخرين.

## معرض صور

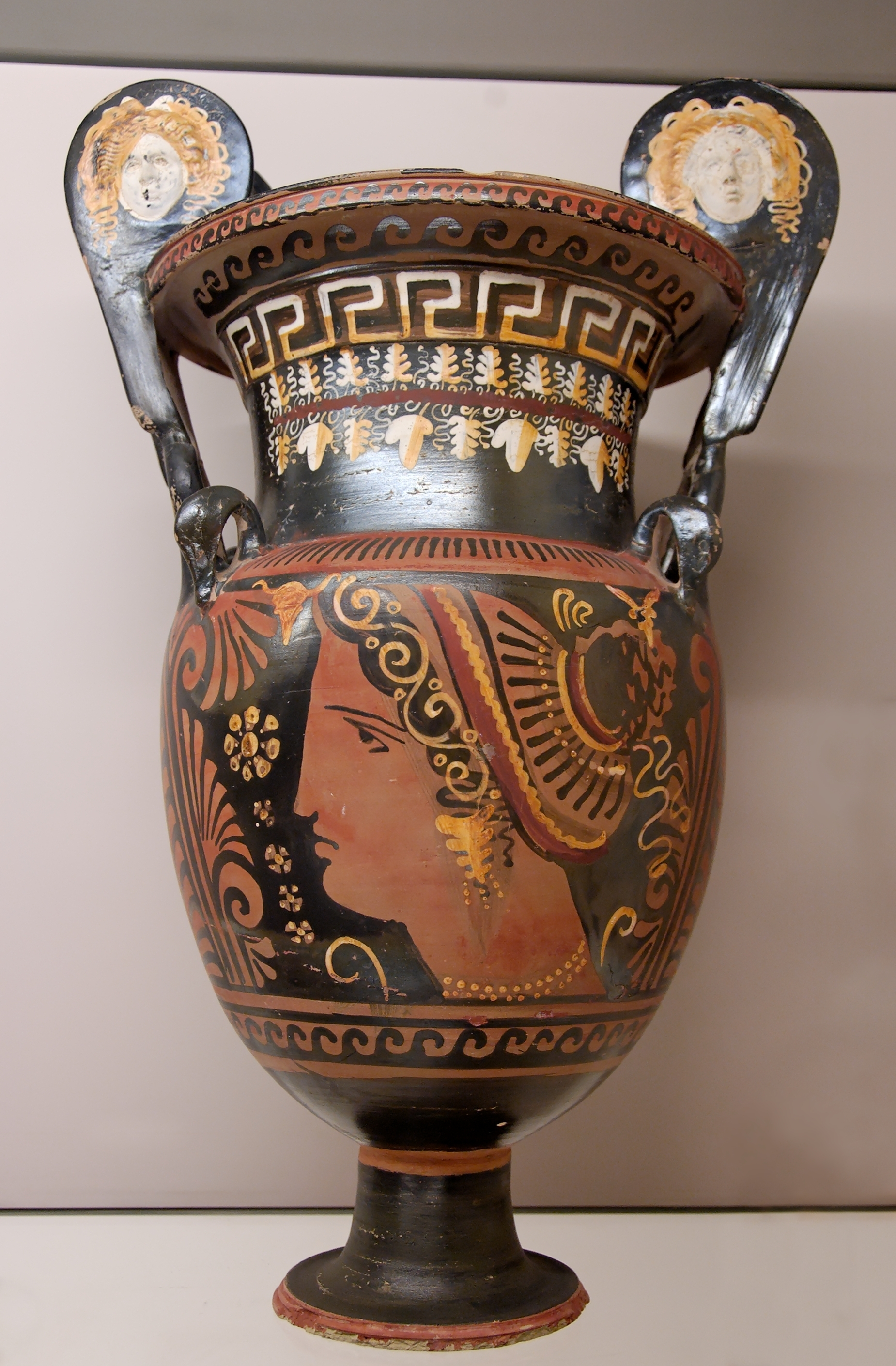
Volute krater
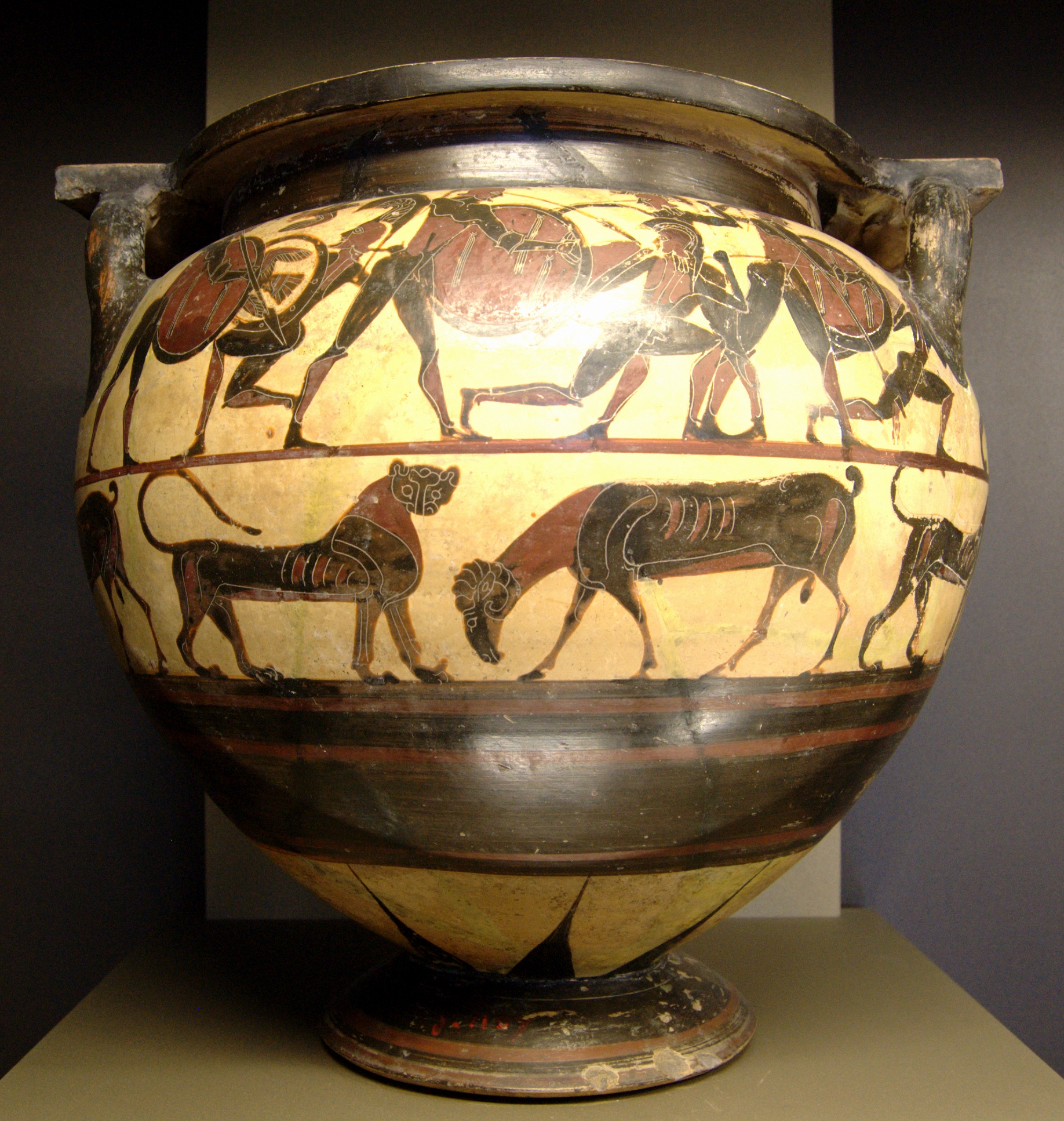
Culomn krater
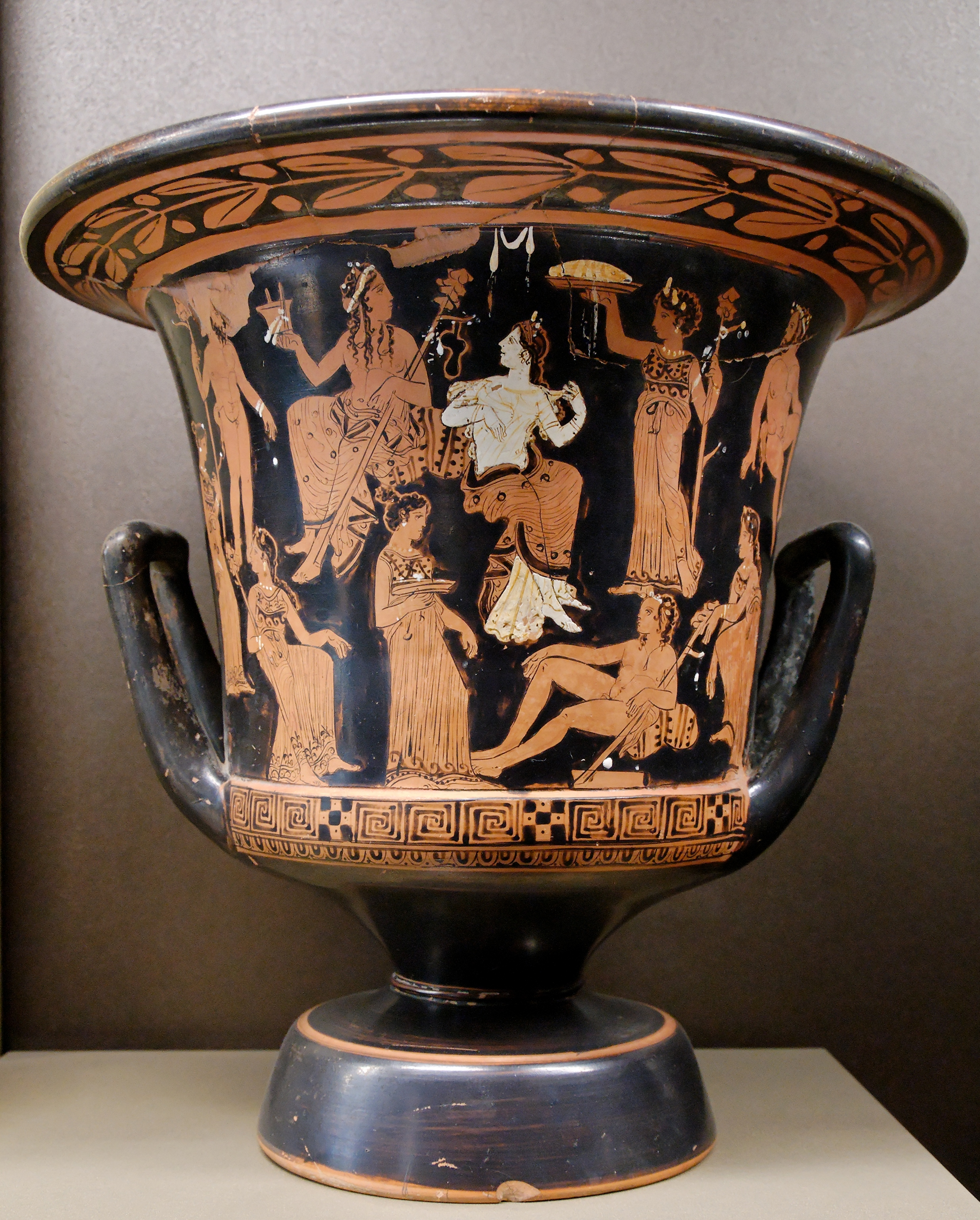
calyx krater
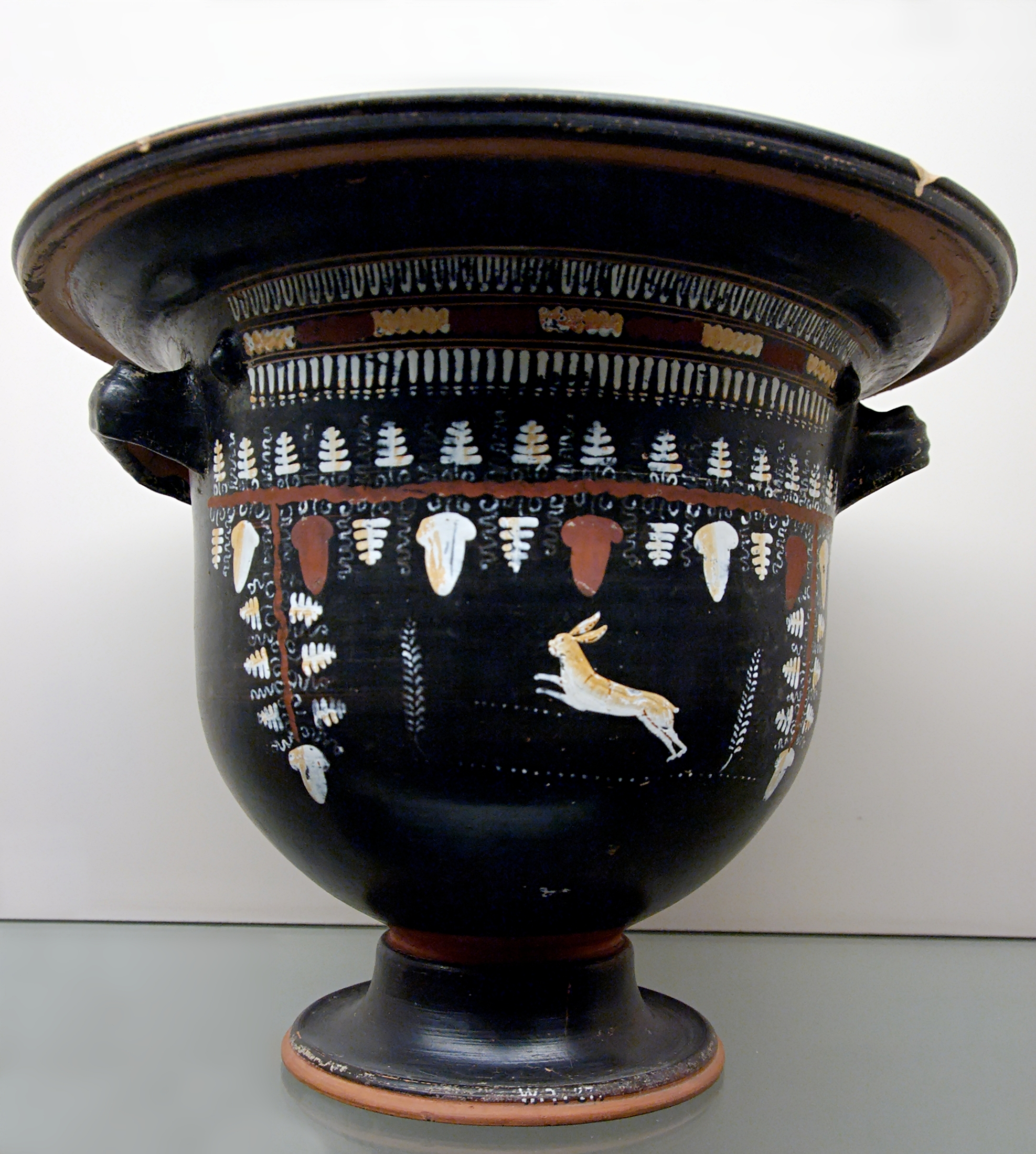
Bell krater
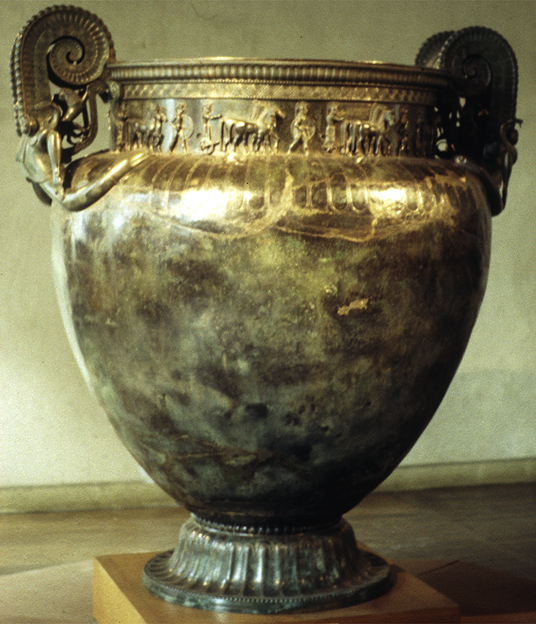
Derveni krater
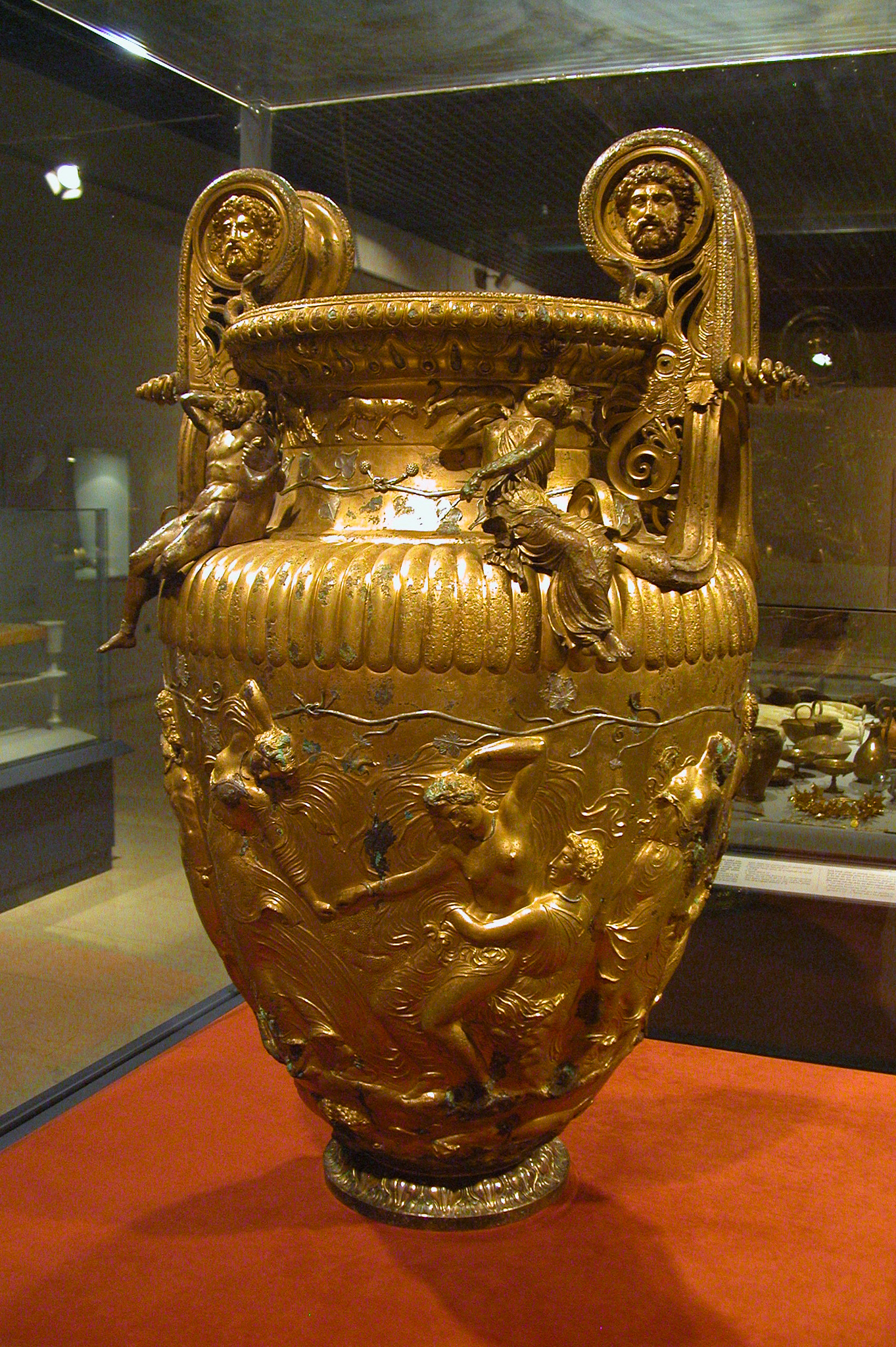
Vix Krater

## وصلات خارجية
- الباطية عند البدو (موقع الباحث سالم فريج راشد).
- الباطية - إناء خشبي (موقع فلسطين في الذاكرة).
- من الأدوات التي يستخدمها البدو - الباطية -(موقع إسماعيل بن عياد).